# Dungeons & Dragons
A Dungeons & Dragons (gyakori rövidítései D&D és DnD) egy 1974-ben megjelent szerepjáték, az első az asztali szerepjátékok kategóriájában. Készítői, Gary Gygax és Dave Arneson a TSR Inc. cég segítségével adták ki az első változatot. A cég időközben megszűnt, 1997-től a Wizards of the Coast (WotC vagy Wizards) (a Hasbro leányvállalata) foglalkozik a játék terjesztésével. A játék alapjai a wargame-ekből (hadijáték) jöttek, bizonyos szempontból azoknak evolúciója. Az első, nem hivatalosan a nulladik kiadású D&D az 1971-es Chainmail játékszabályaira épült.

## Jellemzői
Az egyik legfontosabb eltérés a hadijátékokhoz képest, hogy a játékosok nem egy-egy hadsereget irányítanak, hanem kizárólag egy karaktert, és azok döntésein keresztül tudnak kapcsolatba lépni a játékkal. A játékosok megalkották a fantasztikus karaktereiket, majd egy kiemelt játékos, a Dungeon Master (DM) kiértékelt szabályok alapján bemutatja a játékosok karaktereit körülvevő világot, amiben szabadon cselekedhetnek. Ezek rendszerint felfedezések, harcok, kincsek és titkok gyűjtése, rejtvények megoldása, amikkel a karakterek tapasztalati pontokat szerezhetnek. A tapasztalati ponttal szintet léphetnek, amitől a karakterek erősebbé és hatékonyabbá válnak, így még veszedelmesebb kihívásokkal küzdhetnek meg.
A D&D hamar népszerűségre tett szert, és bár rengeteg más szerepjáték jelent meg, a mai napig töretlen népszerűségnek örvend. 1977-ben két ágra választották szét a játékot, a szabálykönnyű Basic Dungeons & Dragonsra, valamint a sokkal nehezebb és kötöttebb Advanced Dungeons & Dragonsra. Az Advanced ág második kiadása 1989-ben jelent meg, majd a két ág egyesült a 2000-ben kiadott harmadik kiadással. Ettől a kiadástól kezdve a D&D a d20-as Nyílt Játéklicenccel (Open Game Licence, OGL) együtt jelenik meg, aminek segítségével más kiadók és egyének is adhatnak ki játékanyagot. 2008-ban jelent meg a negyedik kiadás. A jelenlegi legfrissebb, ötödik kiadás 2014-ben jelent meg.
A játékhoz rengeteg kiegészítő jelent meg, kalandmodulok, helyszínleírások, szabálysegédletek, tervezési segédletek, térképek, figurák a teljesség igénye nélkül. A szerepjátékokon kívül is gyakran hallani róla, számítógépes játékok, képregények, regények, rajzfilmek, filmek, stb. jelentek meg amik vagy egy-egy D&D világon játszódnak, vagy említést tesznek a játékról. Ugyanakkor hírhedt is lett, az 1980-as években sokan összekötötték a sátánizmussal.

## Játékmenet

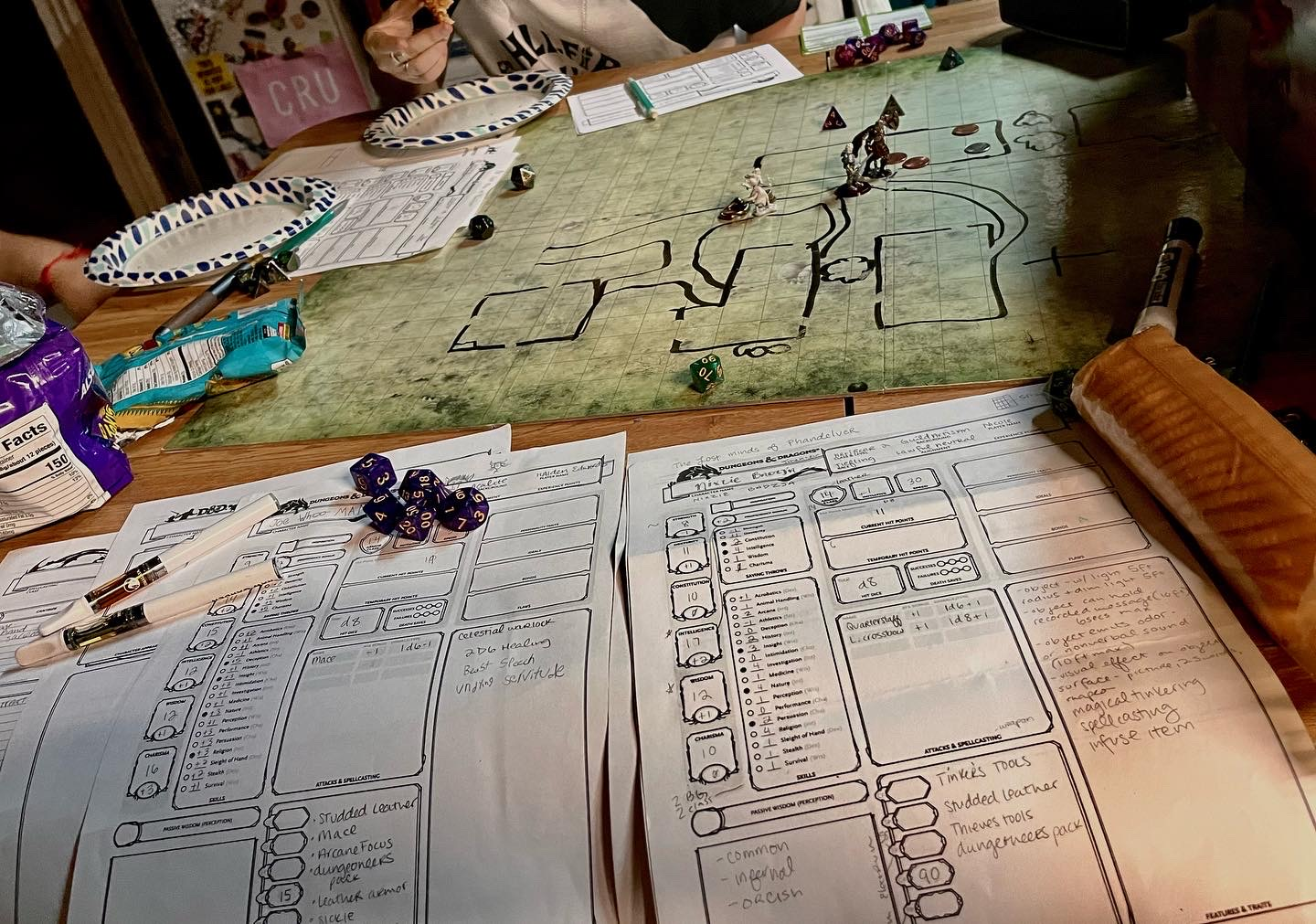
Játék közben. A képen látható néhány karakterlap, dobókockák, miniatűrők és egy kazamata térképe

A játékhoz legalább három játékosra van szükség, akik közül az egyik kiemelt szerepet játszik, aki a Dungeon Master (DM). Az ő feladata, hogy leírja és bemutassa a világot, ami körülveszi a játékosok karaktereit (Player Character, PC, magyarul JK), mozgatja a szörnyeket és nem játékos karaktereket (Non-Player Character, NPC, magyarul NJK), kiértékelje a szabályokat és a dobások eredményét. Eközben a játékosok a világra reagálva elmondják, hogy a karakterük mit cselekszik, ezzel befolyást gyakorolva a világra. Mivel a játékmenet gyakran tartalmaz rejtvényeket, ezért szükséges valamennyi logika és képzelőerő a játékhoz. Az egyik legfontosabb rész a találkozás (encounter), amikor a játékosok szörnyekkel vagy NPC-kkel lépnek kapcsolatba, a végkimenetel pedig a cselekedeteiktől függ. A rejtvények, csapdák és találkozások sorozata kalanddá (adventure) áll össze, általában egy-egy kaland egy teljes játékülést kitesz. A kalandok pedig kampányokká (campaign) állhatnak össze.
A történet a játékosok cselekedeteiből és az azokra adott reakciókból áll össze. A DM mozgatja az NPC-ket és a szörnyeket egy kitalált világban, majd a szabályok segítségével meghatározzák a végkimenetelt. A korai verziók a harcra és a varázslatra tartalmaztak szabályokat, később megjelentek a képzettségekre és szociális kapcsolatokra vonatkozó szabályok is.
A világ lehet előre kitalált, amiket a kiadó rendszeresen biztosít, valamint előre megírt kalandokat, bár ezektől a DM-ek saját ízlés szerint eltérhetnek. Emellett gyakori, hogy a játékosok saját játékanyagaikkal, kalandjaikkal egészítik ki, esetleg a kiadói anyagokat teljesen elhagyják.
A játékhoz szükséges a szabálykönyv, minden karakterhez egy-egy karakterlap, valamint különböző oldalú dobokockák amikkel a véletlen eseményeket lehet szimbolizálni. Ez utóbbiakat xdy módon jelölik, ahol az x a darabszámot, y pedig a dobókocka oldalszámát jelöli, pl. 2d10 esetén két darab tízoldalú dobókockával kell dobni.

### Játékmechanika

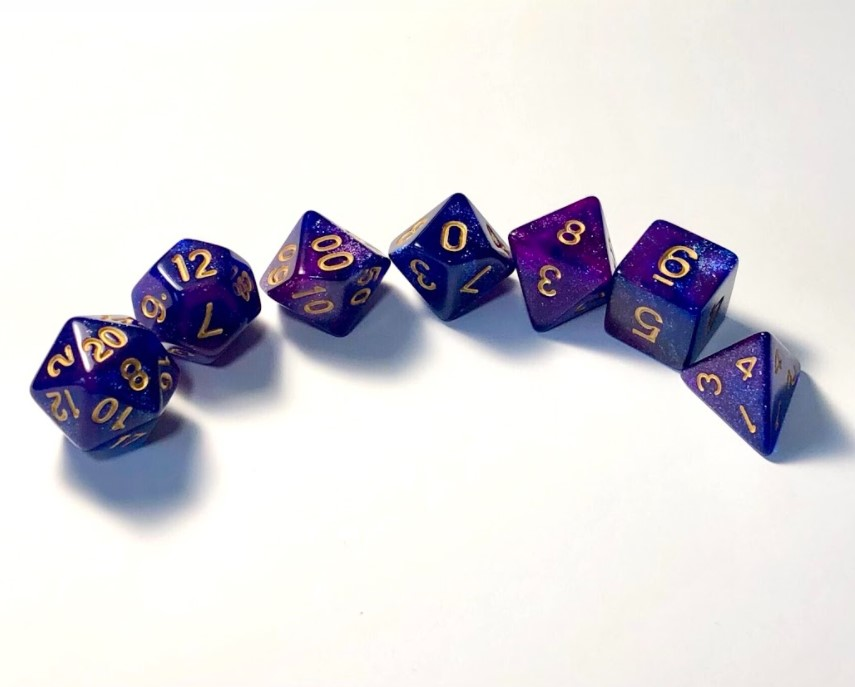
A játékhoz használt dobókockák: d20, d12, d10, d10, d8, d6 és d4

A játék kezdete előtt a játékosoknak létre kell hozniuk (generálniuk) a játékos karaktereiket, amivel a játék során játszani fognak. Az alapképességeiket a korai verziókban kockadobással határozták még, később megjelent a pontelosztós és standard array (előre megadott értékeket tetszés szerint eloszthatnak) módszer is. Ezek az alapértékek az Erő (Strength, STR), Ügyesség (Dexterity, DEX), Állóképesség (Constitution, CON), Bölcsesség (Wisdom, WIS), Intelligencia (Intelligence, INT) és a Karizma (Charisma, CHA). Ezután a játékos kiválasztja a faját, például ember vagy elf, az osztályát (magyarul néha kasztnak is nevezik),  például harcos vagy varázsló, az elkötelezettségét (későbbi változatokban hatással van a karakter viselkedésére és világlátására, ekkor magyarul "jellem"-nek szokták fordítani), és a további képességeiket, felszerelésüket és háttértörténetüket.
A játék során a játékosok elmondják, hogy mit szeretnének tenni, például megütni valakit, vagy feltörni egy zárat, a DM pedig kiértékeli az eredményét a cselekedetnek. Egyes cselekedetek triviálisak, például felvenni valamit a földről, vagy kinyitni egy ajtót, így ezek a cselekedetek automatikusan sikerülnek. Ha a cselekedet elrontása további veszélyeket jelenthet, vagy dramaturgiailag érdekes lehet, akkor a DM kérhet dobást, hogy megállapítsa, hogy az adott cselekedet sikeres-e, és mi a további következménye. Az esélyeket és hatásokat különböző dobókockákkal szokták megállapítani, például egy támadás sikerességét d20-szal, a sebzését pedig d8-cal. Ezeket súlyozza a karakter képességei és képzettségei. Abban az esetben, ha egy játékostól független hatás éri a karakter, mentődobást lehet tenni, ennek az eredménye határozza meg, hogy sikerült-e a hatást elkerülni, vagy legalább csökkenteni.
Ahogy halad a játék, az akadályok és ellenfelek leküzdésével a karakterek tapasztalati pontot szereznek, egy bizonyos mennyiség megszerzése után szintet lépnek, amivel további képzettségekes, képességeket szerezhetnek, esetleg növelhetnek egy már meglévőt. Ez a játék további részében hatékonyabb karaktereket eredményez, amik könnyebben néznek szembe további kihívásokkal. A játék során megszerzett kincseket szintén elkölthetik, és jobb felszereléseket vásárolhatnak maguknak. Egyes esetekben változhat a karakterek elkötelezettsége, vagy újabb osztályokat vehetnek fel.
A harcpontok vagy harcértékpontok (HP) jelölik a karakter küzdőképességét, harcban elszenvedett sérülésektől vagy varázslatoktól rendszerint csökken, és elvesztése a karakter halálához vezethet, sőt, az egyik leggyakoribb halálforma. Az elvesztett karaktereket varázslattal vissza lehet hozni az élők sorába, ám ha erre nincs lehetőség, vagy a játékos nem szeretné, készíthet új karaktert is.

### Kalandok és kampányok
Egy tipikus játékalkalom egy történetből vagy kalandból áll. A DM-ek készíthetnek a csapatuknak saját kalandot, vagy használhatnak előre megírtakat (modul vagy kalandmodul). A legtöbb ilyen modul térképeket, háttértörténetet és előre definiált célokat tartalmaz. A legkorábbi ilyen modul a Supplement II: Blackmoor kiegészítőhöz csatolt Temple of the Frog God volt, míg az első erre tervezett kalandmodul az 1978-as Steading of the Hill Giant Chief volt.
A sorrendben játszott kalandokat együttesen kampánynak nevezik. A helyszínt, ahol ezek a kalandok játszódnak, settingnek vagy világnak hívják. Ez lehet egy város, ország, bolygó vagy akár egy egész univerzum. A settingek hangulata különböző zsánerekbe tartozhat, például fantasy, horror, sci-fi vagy cyberpunk. Népszerű settingek például a Greyhawk, Blackmoor, Spelljammer, Mystara, Forgotten Realms, Dragonlance és a Ravenloft. Nyomtatásban megjelent magyar settingek például a Fomalhaut, Helvéczia, Vándorföldek és az Erdőelve. Ha ezek nem megfelelőek, akkor a DM kidolgozhat sajátot is.

### Miniatűr figurák
A Chainmailt figurákkal játszották terepasztalon, az első D&D pedig örökölte a figurahasználatot, bár az 1977-es Holmes Basic-től kezdve a szabályok figurahasználat nélkül is alkalmazhatóak, ennek ellenére a mai napig használják vizuális segédeszközökként. Hagyományosan 1 hüvelykes négyzethálós papíron használják őket (lehet vásárolni 25 mm-es változatot is), egyes lények azonban több négyzetet is elfoglalhatnak. Ezeket a figurákat külön lehet megvásárolni, egyes esetekben a játékosoknak kell kifesteniük őket. A helyszín bemutatására diorámákat is használnak.

## Története

### Kezdetek

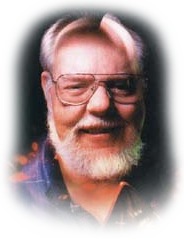
Dave Arneson

1967-ben David Wesely az egyik wargame játékában egy új szabályvariánst hozott, amiben a játékosok nem a seregeiket irányították, hanem csak a hadvezéreket, akik meglátogatták Braunstein városát, aminek a lakosságát a nézők alakították. A játékosok Wesely tudomása nélkül mindenféle megbeszéléseket tartottak és háttéralkukat kötöttek, és rendkívül élvezték a játékot Wesely-vel ellentétben. Wesely 1970-ben bevonult a hadseregbe, így ettől kezdve Dave Arneson vezette a játékokat, aki a körítést elmozdította a napóleoni korszakból, és fantasy, horror és sci-fi elemekből építkezve új világot hozott létre Blackmoor címen.
A másik alapja az 1967-es Siege of Bodenburg volt, amit Henry Bodenstedt készített, a szabályokat pedig a Strategy & Tactics magazin számaiban tette közzé. 1968-ban Gary Gygax és Jeff Perren kipróbálták a játékot, majd ennek alapján létrehozták a saját szabályaikat, és a Guidon Games segítségével 1971-ben megjelentették Chainmail címen.
Megjelenése után Dave Arneson a Chainmail szabályait használta a játékai levezetéséhez, majd később további kiegészítéseket is toldott bele, mint a karakterosztályok, tapasztalati pontok és szintek és a védettségi osztály (AC). Dave Arneson az egyik Lake Genevai gyűlésen megmutatta Gary Gygax-nak, hogy miként játsszák a Chainmailt, amit Gygax fantasztikusnak talált, és közösen szabályokba foglalták a játék menetét, amit Dungeons & Dragons címen megpróbáltak kiadni, de az akkori kiadók nem láttak fantáziát az újszerű játékban. Ezért Gary Gygax az egyik gyerekkori barátjával, Don Kaye-jel kiadót alapítottak Tactical Studies Rules Inc. néven (TSR Inc.), majd később bevették a cégbe Brian Blume-ot. Velük együtt 1974-ben mindössze 2000 dollárnyi büdzsével kiadták a játék első dobozos kiadását.
A játék világát elsősorban a korabeli ponyva fantasztikus regények adták, erős tolkieni befolyással, amit a későbbi kiadásokban igyekeztek fokozatosan kivezetni, hogy kerüljék a Tolkien Estate-tel való konfrontációt. Gygax főbb ötletforrásként Robert E. Howardot, Edgar Rice Burroughst, A. Merrittet, H. P. Lovecraftot, Fritz Leibert, L. Sprague de Campot, Fletcher Prattet, Roger Zelaznyt, és Michael Moorcockot jelölte meg. A varázslat mechanikáját Jack Vance-től vette át, míg az elkötelezettség-rendszert Poul Andersontól.

### Az eredeti játék

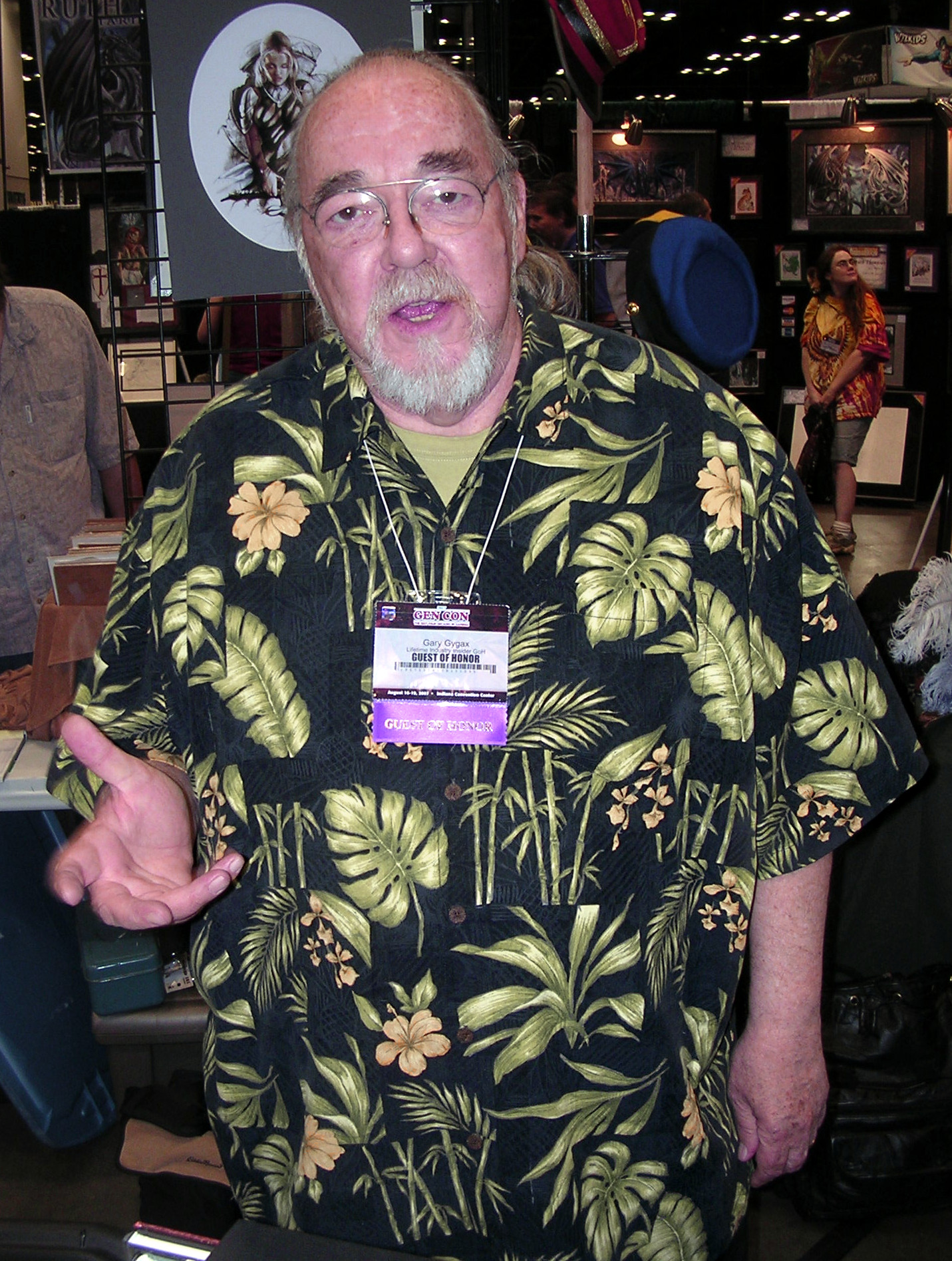
Gary Gygax a 2007-es Gen Conon

Az eredeti játék 1974-ben jelent meg dobozos kiadásban, ami 3 könyvet (füzetet) tartalmaz. Utólag Original Dungeons & Dragonsnak nevezték vagy  nulladik kiadásnak (OD&D). A Man & Magic tartalmazza a játékosoknak szükséges dolgokat, az alapszabályokat, fajokat (ebben a kiadásban még "man-type"-ként hivatkoznak rájuk) (ember, elf, törpe, félszerzet), osztályokat (fegyverforgató, pap, varázshasználó). A második könyv a Monsters & Treasures nevet viseli, ami az ellenfélként bevethető szörnyeket és a megszerezhető kincsek és varázstárgyak leírásait tartalmazza. Az utolsó The Underground & Wilderness Adventures címen fut, ez tartalmazza a DM-eknek adott tippeket és világtervezési szabályokat, amiket játék során felhasználhat. Itt kerül még kifejtésre, hogy a karakterek milyen különböző dolgokra költhetik el a játékban megszerzett vagyonukat.
Az első kiadás rendkívül sikeres volt, 1974-ben körülbelül ezer példányt adtak el, majd a következő évben még további háromezret. Ezzel megszerezték a gazdasági alapjait a további fejlesztéseknek, 1975-ben megjelentek a Supplement I: Greyhawk és Supplement II: Blackmoor kiegészítők, valamint a TSR 1976-ban elindította a Dragon magazint, amiben további szabályvariánsokat, illetve D&D-hez köthető anyagokat mutattak be.

### Holmes Basic
1977-ben a TSR megkereste John Eric Holmest, hogy készítsen a D&D-hez egy egyszerűbb változatot, amivel bevonzhatják a játékba az új játékosokat és játékboltokban is lehessen árulni. Ez lett a Basic Dungeons & Dragons, aminek a dobozos változata tartalmazza a Man & Magic, Monsters & Treasures és a The Underworld & Wilderness Adventures kivonatait, a játékhoz használt kockákat, a Greyhawk egy rövidített leírását valamint egy példakalandot. A TSR elképzelése az volt, hogy ezzel egyszerre szólítja meg az új játékosokat és kelti fel az érdeklődést az új Advanced Dungeons & Dragons iránt. Ebben a verzióban a karakterek 1-3-ig szintig fejlődhetnek, és néhány szabály eltér az AD&D-től a könnyebb érthetőségért.

### Advanced Dungeons & Dragons 1E
1977-ben Gary Gygax a TSR-rel megjelentette az AD&D sorozat első darabját, a Monsters Manualt, amit 1978-ban a Player's Handbook majd 1979-ben a Dungeon Master's Guide követett. Ezek a könyvek a korábbi játékhoz képest sokkal kidolgozottabbak, viszont sokkal kötöttebbek és szabálynehezebbek is. A korábbi kiadásokból és kiegészítőkből sokat merített, így került bele a 9 részű elkötelezettség-rendszer, új fajokként a gnóm és a félork, új osztályonként pedig a többek között szerzetes és a paladin. Ehhez a kiadáshoz még további kiegészítő könyvek jelentek meg, 1981-ben a Fiend Folio és 1983-ban a Monster Manual II amik a szörnyek listáját egészítették ki, 1980-ban a Deities & Demigods ami történelmi és fiktív isteneket mutat be (1985-től Legends & Lore címen jelent meg, hogy elkerüljék az egyházakkal való konfliktust), valamint 1985-ben az Unearthed Arcana, ami a korábbi szabályokhoz hozott több módosítást, új fajokat, osztályokat, varázslatokat, varázstárgyakat hozott a játékba.

### Moldvay/Cook Basic/Expert
Miután megjelent az AD&D első kiadása, 1981-ben Tom Moldvay és David Cook az AD&D szabályai alapján elkészítettek egy modernizált, erre alapuló Basic kiadást, valamint egy hozzá kapcsolódó Expert kiadást, ami a 4–14. szintig való játékhoz tartalmazott szabályokat (röviden B/X). Ezeknek a szabálymódosításai már jóval túlmutatnak az eredeti játékhoz képest, így külön termékvonalnak tekintik őket. Ebben a kiadásban jelent meg először a fajok és osztályok összevonása, ami ezután végigkísérte a Basic vonalat. Ezek gyakorlatilag előre generált karakterek, hogy a kezdők minimális tudással azonnal el tudjanak kezdeni játszani. Jellegzetes borítójukról kapták a beceneveiket, a Basic a piros/vörös könyv, az Expert pedig a kék könyv. A Basic továbbra is a kazamaták felfedezéséről szólt, míg az Expert a sokkal hősiesebb karakterekkel való játékra fókuszált a városi és vadonbéli kalandjaival.

### Mentzer BECMI
1983-tól a Basic vonal újabb frissítést kapott Frank Mentzertől, aki a kezdők számára sokkal érthetőbben magyarázta el a szabályokat, lépésről lépésre, 5 különböző dobozos változatként szerkesztve. A Basic volt a piros/vörös doboz (1–3. szintig), az Expert a kék doboz (4–14. szintig), a Companion a zöld doboz (15-25. szintig), a Master (1985) a fekete doboz (26–36. szintig) és az Immortals (1986) az arany doboz (a karaktereket már nem lehet szintekkel jellemezni).

### Advanced Dungeons & Dragons 2E
Miután Gary Gygax 1985-ben eladta a TSR részvényeit Lorraine Williamsnek, és ezzel ki is lépett a cégből, a TSR 1987-ben David Cookot bízta meg az AD&D második kiadásának elkészítésével, ami végül 1989-ben jelent meg. Gygaxnak korábban már volt egy elkészült kézirata, ami tartalmazta az elmúlt évtized szabályfrissítéseit, magába foglalta az Unearthed Arcanaban és a Dragon magazinokban közzé tett szabályokat, a Monster Manual I-II-t és a Fiend Foliot pedig egy kötetté egységesítette volna. A második kiadás egy arculatváltást is jelentett a TSR-nél – korábban rendszeresek voltak a sátánizmussal való összevetések -, így ettől a kiadástól kezdve megszüntették a démonokra és ördögökre való hivatkozásokat (átnevezték őket), éles határvonalakat húztak a jó és gonosz közé, kivették a bérgyilkosokat és félorkokat, és összességében véve a hősies kalandokat kezdték el reklámozni.
Ebben a kiadásban a Monster Manualt lecserélte a Monstrous Compendium, ami egy lefűzhetős mappa volt. Az eredeti elképzelés szerint a TSR folyamatosan adta volna ki a szörnyeket a különböző settingekhez, így a mappát folyamatosan lehetett bővíteni és naprakészen tartani. Azonban a gyártás rossz minősége miatt gyakori volt a sérülés és a szakadás, ráadásul nehéz volt tartani az ABC sorrendet, mivel minden oldalra egy-egy szörny leírását nyomtatták. Ezt 1993-ban lecserélték a Monstrous Manuallal, amiben a Compendium legnépszerűbb szörnyeit gyűjtötték össze.
Ebben a kiadásban jelent meg először a harc matematikai függvényekkel való leírása, amit a THAC0 segítségével oldottak meg (To Hit AC 0 – mennyit kell dobni a d20-as dobókockával a 0-ás AC eltalálásáért) a korábbi kiadások mátrix módszere helyett.
A későbbi kiegészítők ekkor kezdtek el elmozdulni a hagyományos fantasztikus világoktól, és más zsánerekben próbálkoztak, például horror (Ravenloft), sci-fi (Spelljammer) vagy apokaliptikus (Dark Sun).

### Rules Cyclopedia
1991-ben Aaron Allston egy kötetté összeszerkesztette Mentzer BECMI kiadásainak első négy dobozát, az Immortalst később kiadták Wrath of the Immortals címen külön dobozos kiadásként. Annak ellenére, hogy tartalmazta a játékhoz szükséges összes szabályt, kiadtak mellé egy The New Easy-to-Master Dungeons & Dragons Game dobozos változatot is. 1994-ben újra kiadták The Classic Dungeons & Dragons Game címen, majd 1995-ben megszüntették a termékvonalat.

### Dungeons & Dragons 3E
Miután 1997-ben a Wizards of the Coast felvásárolta a TSR-t, 2000-ben kiadtak egy új kiadást, ami egységesítette az Advanced és Basic vonalakat, és az egész rendszert a d20-as dobókocka köré építette, így egységesítve a szabályok nagy részét. A fajokból következő osztálykorlátok eltűntek, egyes osztályokat mások alosztályaivá tettek, esetleg kivettek onnan, illetve az AC csökkenő helyett növekvő lett. Kiterjesztették a képzettségek felvételét és megjelentek a featek, amik mind a karakterek hatékonyságát növelik egyes szituációkban.
Ennek a kiadásnak a legfontosabb újítása azonban a Nyílt Játéklicenc volt (Open Game Licence, OGL), aminek segítségével új játékokat, vagy kiegészítőket lehetett készíteni és kiadni a WotC külön engedélye nélkül, ami hatalmas löketet adott a játékosok felől érkező tartalmak megjelenésében és terjedésében.
2003-ban kiadtak egy frissített kiadást ami az elmúlt évek tapasztalatait és játékosi visszajelzéseit gyűjtötte egybe, ezt nem hivatalosan 3.5 kiadásnak nevezik.
Ehhez a termékvonalhoz rengeteg kiegészítő jelent meg, többek között a pszionikához vagy a 20. szint feletti eposzi szintek szabályaiig. A ScreenRant szerint 12 szabálykönyv és több mint 50 kiegészítő jelent meg 2007-ig.

### Dungeons & Dragons 4E
A WotC csapata már 2005-ben elkezdte a negyedik kiadás fejlesztését, aminek célja az egyértelműség és felhasználó központúság javítása volt, valamint a számítógépes rendszerekbe való integrálása. Végül 2008-ban jelent meg, és a korábbi kiadásokhoz képest jelentős változásokat hozott, mint a képességek és varázslatok "Power"-ként való összevonása, mindegyikhez konkrét használati gyakoriságot megadva. A játék nagy része szoftveres támogatást kapott, például karakter- vagy szörnygeneráláshoz. Ezzel együtt indult az Encounters szolgáltatás is, ami előre meghatározott helyeken biztosított heti vagy kétheti rendszerességgel játékot az USA szerepjátékos klubjaiban és boltjaiban, lehetőséget adva hogy bárki beugorjon egy-egy játék erejéig.
2010-ben indult az Essentials vonal, ami jelentős egyszerűsítéseket jelentett az eredeti kiadáshoz képest, valamint kiegészítette az elmúlt évek tapasztalataival és visszajelzéseivel. Shannon Appelcline szerint ez a vonal jelentett volna belépőt a D&D világába az új játékosoknak, akik felé a WotC egyre inkább szeretett volna nyitni.

### Dungeons & Dragons 5E
2012-ben a Wizards of the Coast új stratégiával próbálkozott a következő verzió tervezéséhez. A játék különböző tesztverzióit nyilvánosan kitették a honlapjukra, így a játékosok közvetlenül kipróbálhatták a különböző verziókat, és javaslatokat tehettek hozzájuk. Mike Mearls szerint több mint 75000-en vettek részt a tesztelésben, ami ekkor példa nélkülinek számított. Az újabb tesztváltozatok folyamatosan érkeztek a hivatalos oldalról, míg két év munkája után, 2014-ben megjelent az ötödik kiadás, az első D&D 40. évfordulóján.
Az ötödik kiadás célja hogy egyszerre új rétegeket tudjon bevonni, és a meglévő játékosokat is meg tudja tartani, még ha azok komplex szabályrendszerre is vágynak. Ezt az ellentmondást stabil alapokra helyezett modulokkal és opcionális szabályokkal érték el, amiknek segítségével a játékosok saját maguk válogathatták össze, hogy mennyire legyen komplex a játék, sőt, még játékstílust érintő szabályokat is közzétettek a rendszer minél szélesebb körű felhasználása érdekében.
Egy másik fontos tényező, hogy a játék alapjait egy ingyenes PDF-ben Basic Rules címen is elérhetővé tették, így bárki kipróbálhatja a játékot. A kezdők bevonzásához kiadták a dobozos Starter Setet, ami az alapszabályokat, előre generált karaktereket, egy példakalandot és a játékhoz szükséges kockákat tartalmazza dobozos kiszerelésben.
Jelenleg a legnépszerűbb játékként tartják számon, az ORR csoport szerint Roll20-n a játékok 54%-át ebben a rendszerben játsszák. A Bloomberg jelentése szerint 2017-ben Észak-Amerikában 12-15 millió között lehetett a játékosok száma. 2020-ban, a COVID-19 járvány hatására az online játékok száma 86%-kal nőtt.

### One Dungeons & Dragons
A következő változatot a WotC 2022-ben jelentette be. Az ötödik kiadásra épül, így visszafelé kompatibilis marad vele, a megjelenése óta történt változtatások egységesítésével készül. Fontos változtatásnak tartják, hogy nem kiadásként kezelik, hanem stabil alapokra épített szolgáltatásként, így elég megfelelő időközönként frissíteni. Másik fontos részlet a digitális technológia integrálása az asztali játékokba, illetve a Virtual Tabletopok segítségével a játék átvezetése a digitális környezetbe.
A másik fontos változtatás az OGL 1.0 és OGL 1.0a licencek hatályon kívül helyezése, és leváltása az OGL 1.1-gyel. Az eredeti célkitűzés szerint a modern technológiákhoz alkalmazkodás a célja, illetve az egyértelműsítés, hogy más cégek ne használhassák a WotC jogvédett anyagait. Később azonban visszavonták a változtatást a rajongók ellenállására hivatkozva (az új licenc bevétel alapján határozta meg a jogdíj-kötelezettséget), valamint ígéretük szerint a One D&D 5.1-es SRD-je Creative Commons alatt is elérhető lesz.

## Magyarországon

### Magyar D&D közösségek
Magyarországon az 1980-as évek végén kezdett el terjedni a szerepjáték, valószínűleg az AD&D első kiadása lehetett az első. A szerepjátékos közösségek elsősorban egyetemek, főiskolák és középiskolák kollégiumaiban jelentek meg. Ekkor még a nyelvtudás miatt problémás lehetett a játék (rengeteg, ma is használt félrefordítás ekkor terjedt el), így az eredeti angol D&D mellett egy rövid, magyar nyelvű szabálykivonat is elterjedt Játékosok Kézikönyve címen (az impresszumában viszont "Kalandok és Sárkányok" címen van említve). A figurákat a játékosok kezdetben még fából faragták.
A 2010-es években nagyobb volumenű rendezvények kezdődtek, mint a Véletlen Találkozások, Kalandorok Társasága és a Hősök Hajnala, azonban a 2020-as COVID-19 járvány miatt ezek teljesen leálltak.
Az Echoes from Fomalhaut és a Húszoldalú D&D fanzinok a 2010-es évek végén indultak el, az előbbi angol nyelven jelenik meg, és nagyrészt AD&D anyagokat publikál, az utóbbi közösségi projekt, de a D&D összes változatából fogad anyagokat.

### Dungeons & Dragons 3E
A D&D 3. kiadását a Delta Vision adta ki magyarul 2001-ben, mindhárom alapkönyvet kiadta, illetve játékosi segédleteket, kalandmodulokat és a Forgotten Realms kampány settinget.

### Dungeons & Dragons 5E
A Tuan Kiadó 2019-ben bejelentette hogy megszerezte a D&D 5. kiadásának a magyar változatának elkészítéséhez szükséges jogokat. Ekkor az Egyesült Államokon kívüli terjesztést a Gale Force Nine (GF9) végezte, így a Tuan ezzel a céggel kötött szerződést. 2020 őszén megjelent a Kezdőkészlet (Starter Set), azonban a két jogtulajdonos, a WotC és a GF9 peres ügybe keveredtek egymással, ami miatt kérdésessé vált a magyar nyelvű kiadás is. Mivel egyik fél se tudott megállapodni a Tuannal, így a magyar nyelvű kiadást a Starter Set után megszüntették.

### Rubin Kódex
Az 1990-es évek elején egy baráti közösség tagjai elkezdték a Rubin Kódex megszerkesztését. Az elképzelés az volt, hogy az AD&D és kiegészítői nagyon körülírt változatát lecserélik egy magyar nyelvű, csak a legfontosabb dolgokat tartalmazó változattal. Ugyanakkor kerültek bele saját fejlesztésű szabályok is, mint például a gyógyító osztály. Végül 1992-ben nyomtattak ki 20-25 darabot, ami a borítóként használt vörös színű papírról kapta a Rubin Kódex nevet.
A Rubin Kódex utóélete sokkal meghatározóbb volt, mivel egy teljes AD&D szabályrendszert tartalmazott magyarul, ami segítette a játék terjedését az országban. Az alacsony eredeti példányszám miatt fénymásolva terjedt, amiből az egyes klubok igény szerint kihagytak pár lapot, vagy éppen kiegészítették valamivel, ezért majdnem minden klubnak egyedi volt a példánya, és a sokszoros fénymásolás miatt egyre rosszabb minőségűek lettek.

### Felsőfokon Kalandok és Sárkányok
A Valhalla Páholy 1995-ben bejelentette, hogy a TSR engedélyével megjelenteti az AD&D 2. kiadását magyarul, Felsőfokon Kalandok és Sárkányok címen. Ez jogilag semmilyen kapcsolatban nincs a Kalandok és Sárkányok füzettel, valószínűleg ez volt a Dungeons & Dragons köznapi fordítása, és a márkanév miatt választották ezt a nevet. Egy évvel később a Dream One Kft. kiadásában jelent meg, ebből a Valhalla Páholy felvásárolt annyi példányt, hogy az előrendelőknek elküldhették, illetve egy ideig árulták a saját boltjukban.

### Kard és Mágia
A Wizards of the Coast a D&D 3. kiadásának megjelenésével együtt kiadta az Open Game Licence-t (OGL), vagyis a Nyílt Játéklicencet, aminek segítségével a rajongók néhány formai elem betartásával saját D&D 3E kompatibilis anyagokat adhattak
ki a WotC külön engedélye nélkül. Külföldön, különösen az Egyesült Államokban már az 1980-as évektől népszerű volt az amatőr rajongói anyagok kiadása, így a WotC ezzel legálissá tette az egyébként szürke zónában mozgó megjelenéseket. További segítségként kiadták az ingyenes System Reference Documentet (SRD), ami tartalmazza a D&D 3E-vel kompatibilis kiadványok követelményeit és alapszabályait.
Az SRD és az d20 System Trademark Licence (STL) – ami az OGL egy kötöttebb verziója volt – felhasználásával Lux Gábor 2003-ban megjelentette az al-Astorion Kertjét, amit a magyar rajongói anyagok katalizátorának szánt. Később azonban a teljes játékkiadás mellett döntött, így – ekkor már az OGL-lel – 2008-ban megjelentette a Kard és Mágiát (K&M vagy KéM). Ezt PDF formátumban ingyenesen tette közzé a minél nagyobb elérés érdekében. A D&D hagyományaihoz híven 3 részben tette közzé, a Kard és Mágia az alapszabályokat tartalmazza, a Szörnyek és Kincsek és a Mesélői Irányelvek pedig a játék levezetéséhez és további modulok tervezéséhez nyújtanak segítséget. Maga a rendszer a D&D 3E-nek egy áramvonalasított változata, amikkel a karakterek képességeiről és képzettségeiről a játékos tudására helyeződött a hangsúly.
2023-ban megjelent a második kiadása, ami nagyobb részt az első kiadást követi, néhány alapszabály kiegészítésével, például új osztályok bevezetése, vagy szabályok a megterheltség szimbolizálására. Míg a Kard és Mágia tartalma követi az első kiadás tematikáját, a Mesélői Irányelvek ezúttal összevonta a korábbi Mesélői Irányelvek és a Szörnyek és Kincsek tartalmát. Ez a kiadás nyomtatásban is megjelent. Az OGL-től való eltávolodás miatt a Mythmere Games AELF (Alternatives to Existing Licenses for Fantasy) licencét használja.

### Kazamaták és Kompániák
2012-ben Boldog-Bernád István és Gebei Sándor megjelentették a Kazamaták és Kompániák (KéK) első kiadását. Ugyan az OGL és SRD alapján készült, de a régi, 1974-es OD&D és az 1981-es Moldvay Basic szellemiségét igyekezett megfogni az Old School Renaissance (OSR) nyomán. Ennek megfelelően a szabályok a korai D&D-k kazamatajáró fókuszú játékmenetéhez voltak igazítva, elhagyva egyéb játékstílusokat, majd ezeket modernizálták az eredeti szellemiség megtartásával. Fontos alrendszer a követők, zsoldosok kezelése, ami a játék szerves részét képezi. A Kard és Mágia nyomán szintén az OGL alatt jelent meg, így nem csak a régi és OSR D&D modulokkal kompatibilis, hanem nyitva hagyta a lehetőséget a rajongók saját anyagainak elkészítéséhez és publikálásához.
Az első változat PDF-ben terjedt, azonban a második kiadás (2020) az ingyenes PDF változat mellett megjelent dobozos kiadásban is, a korai D&D-khez hasonlóan, ami Játékosok Könyvét, amiben a szabályrendszer van, a Játékvezetők Könyvét, ami a játékvezetésben és a kalandtervezésben nyújt segítséget, egy példakalandot és példavilágot, valamint a játékhoz szükséges kockákat és kellékeket tartalmazza. A második kiadásban a szintkorlát 6-ra nőtt, így új elemeket vett át a Cook Expertből, mint a vadonjárás és a városi kalandok, illetve új osztályok kaptak helyet, mint a druida vagy az orgyilkos.

### Helvéczia
Eredetileg settingként indult, majd 2013-ban Kard és Mágia variánsként jelent meg. A magyar közösség hagyományaihoz hűen a PDF változat ingyen letölthető, emellett az egyes könyveket meg lehetett venni külön-külön, vagy dobozos változatban, ami tartalmazta az alapszabályok és a Mesélői Almanach mellett a játékhoz szükséges kellékeket is. Az egyik legfontosabb eltérés a D&D-től és a K&M-től a magyar kártya és a Biblia használata bekerült a szabályok közé. A szabályok a K&M-et követték, az osztályok megkapták az átnevezéseiket és átgondolásaikat, a fajok helyét pedig az újkori Európa népei vették át. A setting a 16–17. századi fantasztikus Svájc (Helvéczia), a stílus a megszokott angolszász fantasy helyett az európai pikareszk kalandregényeken alapul.
A második kiadása 2021-ben angolul jelent meg keményfedeles és dobozos változatban, majd 2022-ben az Outremer Ediciones spanyol nyelven is kiadta. A magyar változat 2022 év végén jelent meg, esztétikailag az angol és spanyol verziókat követte, de a kiegészítő tartalmak eltérnek azoktól a kiadásoktól.

## Hatásai
Az OD&D megjelenése után számos más szerepjátékot inspirált, néhány korai a Tunnels & Trolls (1975), az Empire of the Petal Throne (1975) és a Chivalry & Sorcery (1976). Később más játékok is megjelentek, amik szerepjátéknak számítanak, azonban rendszerüket nem a D&D-től eredeztetik, például a Traveller (1977), RuneQuest (1978), Call of Cthulhu (1981), GURPS (1986) és a Vampire: the Masquerade (1991), illetve Magyarországon a M.A.G.U.S. (1993).
Ezen felül nagy hatással volt a videójátékok fejlődésére is, például a HP, tapasztalati pontok és szintek, vagy éppen a fokozatosan nehezedő kihívások rendszere. Rengeteg CRPG rendszere és zsánere visszanyúl a D&D-hez, a mai legáltalánosabb "fantasy" definíció is a D&D pszeudo-középkori körítését veszi alapul.

## Egyebek

### OSR
A D&D 3E és Revised kiadások sokkal szabályozottabbak és nehezebbek voltak mint a korábbi kiadások, valamint a régebbi játékok nehéz beszerezhetősége, illetve a WotC előtti kiadványokhoz való tartalmak megjelentetése iránti igény együttesen elindították az OSR mozgalmat. Az első a Troll Lord Games által 2004-ben kiadott Castles & Crusades volt. A fejlesztése közben azonban a tervezők két csoportra váltak, az egyik a korai D&D-k minél pontosabb mását szerették volna, míg a másik csak egy egyszerűbb játékot szeretett volna a d20 OGL segítségével. Végül a C&C esetében az utóbbi nyert, míg az előbbiből kivált Matthew Finch és Stuart Marshall megjelentették az Old School Reference and Index Compliationt (OSRIC) 2006-ban. Ezek együtt indították el a régimódi D&D fellángolását, amit Old School Renaissance-nek, vagy Old School Revivalnek hívnak. A fentiek nyomán több hasonló kiadvány jelent meg, amik a fenti két csoport alapján simularcara, a régi szabályok minél pontosabb átvételére (például: OSRIC – AD&D 1E; Labyrinth Lord – B/X; Delving Deeper – OD&D; Blueholme – Holmes Basic; For Gold and Glory – AD&D 2E) és retroclone-okra, a régi játékok életérzése, de modern szabályokkal (például Swords & Wizardry; Basic Fantasy RPG) oszlanak.

### Pathfinder
A Paizo Publishinget (ma Paizo Inc.) 2002-ben alapították, hogy a WotC szerepjátékos magazinjait, a Dungeont és a Dragont külsős cég készítse. Ebben az időben a Paizo szerepjátékos anyagokat is rendszeresen jelentetett meg a D&D 3. és Revised kiadásaihoz. 2007-ben azonban a WotC a D&D 4. kiadására készülve visszavonta a magazinok licenceit. A Paizo ezután úgy döntött, hogy saját játék kiadásába fognak. Piacfelmérés után úgy döntöttek, hogy nem próbálnak a D&D 4. kiadásával foglalkozni, se az egyszerűbb játékokat előnyben részesítő OSR-rel, így 2009-ben megjelentették a Pathfinder szerepjátékot, ami a 3. kiadás alapjait vitte tovább.

### D&D Beyond
2018-ban indult, egy játék elősegítését célzó digitális szolgáltatás, összegyűjti az 5. kiadás különböző kiadványokban megjelent szabályait, opcióit, szörnyeit, segít a karaktergenerálásban, a varázslatok és képességek listázásában, a találkozások tervezésében. Ezen az oldalon lehet digitálisan megvásárolni a WotC D&D kiadványait.

## Sátánista vádak
Az 1980-as évektől az 1990-es évek elejéig rendszeresek voltak a D&D-t érintő támadások. A leghevesebb ezek közül a Patricia Pulling által alapított Bothered About Dungeons & Dragons (BADD, szabad fordításban "felháborodva a D&D miatt"), aki fiának öngyilkosságát a D&D-vel magyarázta. Vádja alapján a D&D az agressziót, okkult istenek imádatát, gyilkosságot, pornográfiát és egyéb negatív cselekedeteket tanított a játékosoknak. Ugyan rendszeresek voltak a pereskedések, de az amerikai bíróság sose talált kapcsolatot a gyilkosságok, öngyilkosságok és a D&D között. Érdekesség, hogy bár a felszólalók és aktivisták a keresztény értékrend alapján támadták, maguk az egyházak csak ritkán álltak ki mellettük.

## Fordítás
Ez a szócikk részben vagy egészben  a   Dungeons & Dragons című angol Wikipédia-szócikk ezen változatának fordításán alapul.  Az eredeti cikk szerkesztőit annak laptörténete sorolja fel. Ez a jelzés csupán a megfogalmazás eredetét és a szerzői jogokat jelzi, nem szolgál a cikkben szereplő információk forrásmegjelöléseként.